# Józef (Zołotuchin)
Józef, imię świeckie Ioann Zołotuchin – duchowny Rosyjskiej Cerkwi Staroprawosławnej, od 2010 biskup Białorusi. Chirotonię biskupią otrzymał 27 kwietnia 1996.